# Bowie Kuhn
Bowie Kent Kuhn (Takoma Park, Maryland, 28 de Outubro de 1926 - Ponte Vedra Beach, Flórida, 15 de Março de 2007) foi um  advogado norte-americano e administrador desportivo, que serviu a 5ª Comissão da Major League Baseball de 4 de Fevereiro de 1969 a 30 de Setembro de 1984. Serviu como conselheiro legal dos proprietários da Major League Baseball durante quase 20 anos antes da sua eleição como comissário.

## Primeiros anos e carreira
Kuhn nasceu em Takoma Park, Maryland, cresceu em Washington, D.C. e formou-se pela Theodore Roosevelt High School. Foi então para o Franklin and Marshall College integrando o V-12 Navy College Training Program antes de frequentar a Universidade de Princeton a partir de 1945. Graduou-se em Princeton, com louvor, em 1947 com um grau de Bacharelato de Artes em Economia. Recebeu depois a sua graduação em leis em 1950 pela University of Virginia onde serviu no editorial da revisão de leis.
Depois da sua formação em leis, Kuhn tornou-se membro da firma de advogados de Nova Iorque "Willkie, Farr & Gallagher" porque a firma representava a National League. Enquanto trabalhava nos assuntos legais do Basebol, Kuhn serviu como conselheiro para a National League num processo executado contra ela pela cidade de Milwaukee,Wisconsin quando os Milwaukee Braves se mudaram para Atlanta depois da época de 1965.
Depois de os proprietários forçarem a saída de William Eckert em 1968, Kuhn aparecia como uma substituição lógica para o emprego de comissário. Ele, ao contrário de Eckert, preveniu-se bem sobre os trabalhos interiores da Major League Baseball antes de tomar posse do gabinete.

## Acções como comissário
O seu período no cargo foi marcado por greves (sendo a mais notável a de 1981), desilusão, e o fim da Cláusula de Reserva no basebal, ainda o basebal gozava de ganhos sem precedentes (de 23 milhões em 1968 para 45.5 milhões em 1983).
Kuhn suspendeu numerosos jogadores por se envolverem com drogas e jogo, e tomou uma posição dura contra qualquer actividade que percebia ser "não no melhor interesse do basebol."
Em 1970, suspendeu o lançador dos Detroit Tigers, a estrela Denny McLain, devido ao envolvimento de McLain numa operação de apostas. Ele barrou Willie Mays (em 1979) e Mickey Mantle (em 1983) no desporto devido aos seus envolvimentos em promoção de casinos; nenhum dos dois estava directamente envolvido no jogo, e ambos foram reintegrados pelo sucessor de Kuhn, Peter Ueberroth em 1985.
Ainda em 1970, Kuhn descreveu o livro Ball Four de Jim Bouton como um "detrimento para o  basebol", e mandou que Bouton se retratasse. O livro foi republicado várias vezes e agora é considerado um clássico.
No dia 13 de Outubro de 1971, a World Series organizou um nono jogo pela primeira vez. Kuhn, que pensou que o basebol podia atrair uma larga audiência sendo transmitido por televisão em horário nobre (em oposição às transmissões de meio da tarde, quando a maioria dos fãs trabalhavam ou estavam na escola) lançou a ideia à NBC. Uma audiência estimada em  61 milhões de pessoas assistiram ao Jogo 4 na NBC; O índice de audiência de TV Nielsen Ratings para um jogo das World Series durante o horário diurno nunca se poderia aproximar de tal número record. A visão de Kuhn nesta ocorrência foi cumprida, com todos os jogos das World Series a serem agora exibidos em horário nobre.

### Curto dilúvio
No dia 7 de Outubro de 1969, os St. Louis Cardinals transaccionaram Curt Flood, o receptor Tim McCarver, o jogador do campo extremo  Byron Browne, e o arremessador  canhoto Joe Hoerner para os Philadelphia Phillies pelo primeiro jogador de base Dick Allen, o segundo jogador de base Cookie Rojas, e o arremeçador dextro Jerry Johnson.
De qualquer forma, Flood recusou subordinar-se ao moribundo Phillies, citando o pobre record da equipa e o facto deles jogarem no delapidado Connie Mack Stadium em face de beligerantes e , acreditava Flood , fãs racistas. Flood perdeu um contrato relativamente lucrativo de 100.000 dólares pela sua recusa em ser transaccionado para os Phillies.
Numa carta a Kuhn, Flood pede que o comissário o declare um agente livre.

#### Carta de Flood para Kuhn
24 de Dezembro de 1969
Depois de doze anos nas Ligas Principais, Eu não me sinto uma pelça de propriedade para ser comprado e vendido independentemente dos meus desejos. Eu acredito que qualquer sistema que produz este resultado viola os meus direitos básicos como cidadão e é inconsistente com as leis dos Estados Unidos e dos Estados Soberanos.
É meu desejo jogar basebol em 1970, e estou apto para jogar. Eu recebi uma oferta de  contrato por parte do Philadelphia Club, mas eu acredito que tenho o direito de considerar a oferta de outros clubes antes de tomar qualquer decisão. Eu, então, peço que faça saber a todos os clubes da Major League os meus sentimentos nesta matéria, e que os avise da minha disponibilidade para a época de 1970.

#### Flood versus Kuhn
Kuhn recusou o seu pedido, citando a propriedade da "Cláusula de Reserva", o qual essencialmente prevenia um jogador de jogar noutra equipa mesmo depois de o seu contrato expirar. Em resposta, Flood instaurou um processo contra Kuhn  e a Major League Baseball no dia 16 de Janeiro de 1970, alegando que a Major League Baseball havia violado a lei federal antitruste. Mesmo apesar de Flood fazer 90.000 dólares nesse tempo, ele comparou a cláusula de reserva à escravatura. Foi uma analogia controversa, mesmo entre aqueles que se opunham à Cláusula de Reserva.
O caso, Flood v. Kuhn foi para chegou à Suprema Corte dos Estados Unidos. O advogado de Flood, o antigo membro da Supreme Court Justice, Arthur Goldberg, declarou que a cláusula de reserva baixava o salário e limitava os jogadores a uma equipa para toda a vida. O conselho da Major League Baseball reagiu, considerando que o comissário Kuhn actuara "para o bem do jogo."
Em última análise, a Corte Suprema, actuando em stare decisis "ficou ao lado das coisas decididas", pautado 5-3 a favor da Major League Baseball, sustentado numa sentença de 1922 no caso Federal Baseball Club versus National League.

### Charles O. Finley
Apesar de ter uma reputação de comissário de proprietários, Kuhn não evitava enfrenter os proprietérios quando considerava isso necessário. Por exemplo, ele foi um grande adversário de Charles O. Finley, proprietário dos Oakland Athletics. Um constrangimento maior para o basebol resultou da acção de Finley durante as World Series de 1973. Finley forçou o jogador Mike Andrews a assinar um falso certificado dizendo que estava ferido, depois do jogador do campo interno de reserva ter cometido dois erros consecutivos, nos 12º Jogos de Oakland. Os colegas de equipa de Andrews tal como o seu empresário reuniram-se em sua defesa. Kuhn em resposta, forçou Finley a reintegrar Andrews. Em 1976, quando Finley tentou vender vários jogadores aos Boston Red Sox e aos  New York Yankees por 3,5 milhões de dólares, Kuhn bloqueou as negociações com o fundamento de que isso seria mau para o jogo.

### Hank Aaron
No início da época de 1974, Kuhn inadvertidamente meteu-se no meio de uma pequena controvérsia durante a perseguição feita  por Hank Aaron ao record de 714 "home runs" da carreira de Babe Ruth. Os Atlanta Braves de Aaron abriram a época no caminho de Cincinnati, Ohio com uma série de três jogos contra os Cincinnati Reds. Bravas administrações queriam quebrar o record em casa, em Atlanta, Georgia. Então, eles tinham que evitar a participação de Aaron nos três primeiros jogos da época. Mas Kuhn decidiu que Aaron haveria de jogar dois dos três jogos. O resultado final foi que Aaron empatou o record de Ruth no seu primeiro "at bat", mas não teve outra "home run" nas séries.

### Guerra de Kuhn contra as drogas
Depois de estar no gabinete por mais de dez anos, Kuhn criara uma forte reputação de ser duro com os jogadores que abusavam das drogas. Kuhn era rápido na punição de jogadores que usavam drogas com multas pesadas e suspensões. O receptor dos "Cardinals", Darrell Porter, disse à Associated Press que durante o Inverno de 1979-1980 ele se tornara he became paranóide, convencido que Kuhn sabia do seu abuso de drogas, se tentara enfiar na sua casa, e planeava bani-lo do basebolpara toda a vida. Porter ficava acordado até tarde, no escuro, vigiando a janela da frente, esperando que Kuhn se aproximasse, segurando bolas de bilhar e uma arma de fogo. Ironicament, quando Porter foi nomeado o mais valioso jogador das World Series de 1982, Kuhn estava presente para congratulá-lo.
Em 1980, durante aCrise do Irão, Kuhn assistiu a um jogo de basebol com Jeremiah Denton, um almirante da marinha e antigo prisioneiro de guerra na Guerra do Vietnam. Recordando o evento para o The Washington Post, Kuhn acreditava que "naquela tarde...a ideia de um passe para a vida inteira no basebol foi discutida," e quando regressaram do Irão, a cada um dos 52 reféns foi dado um desses passes únicos.
Em 1983, quatro jogadores dos Kansas City Royals - Willie Wilson, Jerry Martin, Willie Aikens e Vida Blue - foram considerados culpados por uso de cocaína. Adicionalmente, estrelas consagradas, como Ferguson Jenkins, Keith Hernandez, Dave Parker, e Dale Berra admitiram terem tido problemas com drogas.

### Saída de funções
Kuhn foi elogiado e atacado pela posição firme que usava com os infractores. Em 1982, alguns dos proprietários organizaram um movimento para para pô-lo fora do gabinete. Em 1983, Kuhn e os seus apoiantes fizeram um esforço de último momento para renovar o seu contrato, mas no final falhou. Apesar disso, foi permitido a Kuhn, ficar na época regular de 1984 antes de ser substituído por Peter Ueberroth.

## Vida depois do basebol
Depois do basebol, Kuhn voltou à firma de advogados "Willkie Farr & Gallagher" e assumiu a presidência do Grupo Kent, uma firma de negócios, desportos e consultadoria financeira. Também se tornou um conselheiro e membro do conselho administrativo  da "Domino's Pizza" e da "Ave Maria Foundation".
De acordo com a história de cordel da Associated Press, ele partilhou uma firma de advogados com Harvey Myerson a qual faliu e então mudou-se para Ponte Vedra Beach, porque a sua casa e outras propriedades foram protegidos da falência.
Kuhn tornou-se o presidente da "Catholic Advisory Board" dos "Ave Maria Mutual Funds" no início do seu primeiro fundo mutual, o "Ave Maria Catholic Values Fund", em Maio de 2001.
Durante a transmissão televisiva das World Series de 2004, o locotor Joe Buck anunciou que mesmo antes do seu 78º Aniversário, Kuhn fora sujeito a uma cirurgia de coração aberto.

## Insensibilidade racial e outras críticas
Alguns observadores queixaram-se da aparente insensibilidade de Kuhn (ou pelo menos pobres relações públicas) em matérias relacionadas com a raça:
- Quando foi tomada a decisão de introduzir jogadores da "Liga Negra no Basebol" no Baseball Hall of Fame com início em 1971, Kuhn anunciou que as suas placas deveriam ficar numa ala separada do Muro, presumivelmente baseado no argumento de que a "Negro Leagues" não era uma verdadeira liga do  "Major League Baseball", ignorando o facto histórico de que as políticas exclusionistas da "Major League Baseball" haviam compelido à criação das "Negro Leagues" emprimeiro lugar. (Também ignorou o factode que o "Hall of Fame" é uma entidade separada da "Major League Baseball"; Não existe obrigatoriedade it is under no obligation to incluir apenas jogadores e eventos da Major League Baseball, tendo incluídas figuras da era anterior ao aparecimento das primeiras ligas profissionais (apesar disso, ambos os lados cooperaram no seu interesse mútuo). De qualquer forma a motivação para esta ideia talvez tenha sido, resultado do clamor provocado pela inclusão das placas da Negro Leaguers com as outras.
- Apesar de Kuhn estar pessoalmente presente em Cincinnati quando o artilheiro dos Atlanta Braves, Hank Aaron, fez a sua 714ª "home run" para empatar com Babe Ruth no record de todos os tempos, o comissário foi ele próprio um alvo para a crítica quando faltou à histórica noite em que Aaron fez a sua 715ª "home run" em Atlanta. O locutor televisivo da NBC na Major League Baseball, Tony Kubek, comentou especificamente este aspecto, no ar. Kuhn argumentou que tivera um compromisso prévio a que não podia faltar.
- Ele disse que havia acrescentado pessoalmente o nome de Carl Yastrzemski para a lista do Major League Baseball All-Star Game de 1983 na última época de Yaz, mas não teve o mesmo gesto para com Willie Stargell em 1982.
- De acordo com George Steinbrenner, durante a transmissão televisiva da YES Network do episódio sobre Thurman Munson, Kuhn opôs-se ao facto de os "Yankees" terem contratado um voo charter para se deslocarem ao Ohio para o funeral de Munson. Kuhn chamou a atenção para a possibilidade de não haver tempo de voltarem a tempo do seu próximo jogo e por isso terem uma falta por não comparência.

## Morte
Faleceu na sua casa, em Ponte Vedra Beach, Flórida, aos 80 anos de idade.